# Muntele Lincoln (Colorado)
Muntele Lincoln (Mount Lincoln) este un munte situat în masivul Mosquito Range, Rocky Mountains, statul Colorado, SUA. Are altitudinea de 4.354 m deasupra n.m. și a fost denumit după președintele american Abraham Lincoln.

## Date geografice
Muntele Lincoln se află în Parcul County (Colorado) (5.726 km²) el fiind cel mai înalt punct al parcului. Lincoln este continuarea lanțului Mount Democrat (4.312 m) care se continuă spre nord-est cu Mount Cameron (4.339 m). Având ca munte vecin Mount Bross (4.320 m) care se continuă spre sud-est cu Mount Cameron. Cea mai apropiată localitate Alma, Colorado, se află la 9 km. În est la poalele muntelui se află lacul de acumulare Montgomery Reserve. Rocile componente a lui Mount Lincoln sunt în majoritate roci calcaroase. În anul 1871 în regiune s-au descoperit zăcăminte de argint și plumb care au fost exploate intens până în anul 1892. Cea mai înaltă mină se află la sud-est de pisc, la altitudinea de 4.100 m deasupra n.m..
Punctul de pornire pentru escaladarea muntelui se află la locul de camping de la lacul Kite, un lac alpin aflat la sud-est de Mount Democrat.